# Flughafen Chihuahua

i8
i11
i13
Der Flughafen Chihuahua (spanisch Aeropuerto Internacional de Chihuahua, IATA-Code: CUU, ICAO-Code: MMCU) ist ein internationaler Flughafen nahe der Großstadt Chihuahua im gleichnamigen Bundesstaat im Norden Mexikos. Der Flughafen wird auch von der mexikanischen Luftwaffe genutzt.

## Lage
Der Flughafen Chihuahua liegt etwa 1300 km nordwestlich von Mexiko-Stadt in einer Höhe von ca. 1330 m. 

## Passagierzahlen
In den Jahren 2018 und 2019 wurden jeweils über 1,5 Millionen Passagiere pro Jahr abgefertigt. Danach erfolgte ein deutlicher Rückgang infolge der COVID-19-Pandemie.